# Zbornik Pravnog fakulteta u Zagrebu
Zbornik Pravnog fakulteta u Zagrebu, hrvatski znanstveni časopis za pravne i društvene znanosti. Najduže je tradicije od svih takvih časopisa u Hrvatskoj. Prvi broj izašao je 1948. godine. Neprekidno izlazi od 1954. godine kao časopis s četiri, a od 1985. godine nadalje sa šest brojeva godišnje. Ponajprije je usmjeren ka akademskoj zajednici, ali i sucima, odvjetnicima te svim ostalim pravnim djelatnicima. Objavljuju se znanstveni i stručni radovi, prijevodi dokumenata, prikazi i osvrti, Fakultetska kronika te pravna bibliografija. Autori priloga su nastavnici i suradnici kako zagrebačkog Pravnog fakulteta, tako i drugih hrvatskih pravnih fakulteta te znanstvenici iz srodnih područja. Rastu brojem i prilozi iz inozemstva. Zbornik je otvorena pristupa, u cijelosti je besplatno dostupan, a korisnici ne smiju koristiti materijale za komercijalne svrhe, niti smiju mijenjati, preoblikovati ili prerađivati materijal. ISSN tiskane inačice je 0350-2058, a mrežne inačice 1849-1154.
Recenzenti su vanjski. Recenzira se sve radove. Recenzija je dvostruka, pretežito tuzemna i dvostruko slijepa. Objavljeni prilozi referiraju se u bazama podataka: DOAJ, ERIH PLUS, Heinonline, Index to foreign legal periodicals, Drant – Droits Antiques, Political Science Complete – EBSCO, ProQuest Social Science Premium Collection, Scopus, Worldwide Political Science Abstracts.

## Vanjske poveznice
- Zbornik Pravnog fakulteta u Zagrebu